# Svenska mästerskapen i kortbanesimning 1959
Svenska mästerskapen i kortbanesimning 1959 avgjordes i Simhallsbadet, Helsingborg 1959. Det var den sjunde upplagan av kortbane-SM.

## Medaljsummering

### Herrar
| Gren            | Guld                                                           | Guld                                                           | Silver                                               | Silver                                               | Brons                                              | Brons                                              |
| 200 m frisim    | Bengt Nordvall 2.09,3                                          | SK Neptun                                                      | Peter Bergengren 2.11,7                              | Skellefteå SK                                        | Lars-Erik Bengtsson 2.11,8                         | SK Neptun                                          |
| 800 m frisim    | Lars-Erik Bengtsson 9.36,4                                     | SK Neptun                                                      | Leif Wolmsten 9.39,0                                 | SK Neptun                                            | Bengt Nordvall 9.52,9                              | SK Neptun                                          |
| 100 m fjärilsim | Rolf Friberg 1.04,1                                            | Jönköpings SLS                                                 | Ulf-Göran Johansson 1.06,7                           | IF Elfsborg                                          | Göran Åberg 1.07,0                                 | Örebro SS                                          |
| 200 m ryggsim   | Bengt-Olov Almstedt 2.29,2                                     | Örebro SS                                                      | Bo Pettersson 2.30,1                                 | Upsala SS                                            | Börje Mårtensson 2.32,4                            | SK Ran                                             |
| 200 m bröstsim  | Tommie Lindström 2.40,6                                        | Stockholmspolisens IF                                          | Berndt Nilsson 2.40,6                                | Göteborgs KK                                         | Roland Lundin 2.41,9                               | SK Ran                                             |
| 200 m medley    | Willy Hemlin 2.27,4                                            | Simklubben S02                                                 | Berndt Nilsson 2.28,2                                | Göteborgs KK                                         | Rolf Junefelt 2.31,0                               | Jönköpings SLS                                     |
| 4x100 m frisim  | SK Neptun 3.57,7                                               | SK Neptun 3.57,7                                               | Jönköpings SLS 3.59,5                                | Jönköpings SLS 3.59,5                                | Simklubben S02 4.02,8                              | Simklubben S02 4.02,8                              |
| 4x100 m frisim  | Per-Olof Ericsson Rune Jansson Bengt Nordvall Per-Ola Lindberg | Per-Olof Ericsson Rune Jansson Bengt Nordvall Per-Ola Lindberg | Rolf Junefelt A Pettersson B-Å Carlsson Rolf Friberg | Rolf Junefelt A Pettersson B-Å Carlsson Rolf Friberg | H E Malmberg Willy Hemlin R Hederberg P A Eriksson | H E Malmberg Willy Hemlin R Hederberg P A Eriksson |

### Damer
| Gren            | Guld                                                            | Guld                                                            | Silver                                                      | Silver                                                      | Brons                                          | Brons                                          |
| 200 m frisim    | Bibbi Segerström 2.24,0                                         | SK Neptun                                                       | Karin Larsson 2.24,5                                        | SK Ran                                                      | Jane Cederqvist 2.26,2                         | SK Neptun                                      |
| 100 m fjärilsim | Kristina Larsson 1.14,3                                         | SK Ran                                                          | Birgitta Lundquist 1.14,7                                   | SK Neptun                                                   | Karin Larsson 1.17,4                           | SK Ran                                         |
| 200 m ryggsim   | Bibbi Segerström 2.41,5                                         | SK Neptun                                                       | Monica Öberg 2.42,4                                         | SK Neptun                                                   | Gull-Britt Jönsson 2.42,9                      | SK Poseidon                                    |
| 200 m bröstsim  | Margareta Winquist 2.59,7                                       | SK Neptun                                                       | Ulla Brännström 3.01,3                                      | Bodens BK                                                   | Gun-Britt Mellberg 3.01,9                      | Brännans IF                                    |
| 200 m medley    | Karin Larsson 2.42,2                                            | SK Ran                                                          | Birgitta Ericson 2.45,4                                     | Tunafors SK                                                 | Tanya Nilsson 2.48,2                           | SK Neptun                                      |
| 4x100 m frisim  | SK Neptun 4.31,0                                                | SK Neptun 4.31,0                                                | SK Ran 4.33,1                                               | SK Ran 4.33,1                                               | Malmö SS 4.41,6                                | Malmö SS 4.41,6                                |
| 4x100 m frisim  | Tanya Nilsson Barbro Lundquist Jane Cederqvist Bibbi Segerström | Tanya Nilsson Barbro Lundquist Jane Cederqvist Bibbi Segerström | Karin Larsson Nin Persson Barbro Andersson Kristina Larsson | Karin Larsson Nin Persson Barbro Andersson Kristina Larsson | A Warnholtz U Thorn-Johnsson U Lindsjö E Medin | A Warnholtz U Thorn-Johnsson U Lindsjö E Medin |